# Openswan
Openswan，一個自由軟體專案，提供IPsec功能，可在Linux與FreeBSD作業系統上運作，採用GPL釋出。可支援Linux核心 2.0，2.2，2.4 與 2.6版本。

## 歷史
自FreeS/WAN專案的2.04版分支出來。2012年，自Openswan專案中，又分支出Libreswan。

## 外部連結
- Openswan website*（页面存档备份，存于）
- Openswan bugtracker and new wiki（页面存档备份，存于）